# Роландер, Даниель
Даниель Роландер (швед. Daniel Rolander; около 1723, Hälleberga church parish — 10 августа 1793, приход Кафедрального собора Лунда) — шведский ботаник и энтомолог, один из «апостолов Линнея».

## Биография
Даниель Роландер родился в провинции Смоланд в 1725 году. Получил образование в Уппсальском университете. Его учителем был выдающийся шведский учёный Карл Линней. С 1755 по 1756 год участвовал в экспедиции в Суринам. В 1755 году Даниель Роландер описал множество редких растений Суринама. Даниель Роландер умер в городе Лунд 9 августа 1793 года.

## Научная деятельность
Даниель Роландер специализировался на семенных растениях.